# 姬仁
姬仁，姬姓，名仁，又称邾姬仁，西周晚期人，是鲁伯俞父的女儿，嫁到邾国。

## 相关铭文
- 鲁伯俞父簠：鲁伯俞父作姬仁簠，其万年眉寿永宝用。
- 鲁伯愈父盘：鲁伯愈父作邾姬仁媵沫盘，其永宝用。
- 鲁伯愈父匜：鲁伯俞父作邾姬仁媵沫匜，其永宝用。
- 鲁伯愈父鬲：鲁伯愈父作邾姬仁媵羞鬲，其永宝用。